# بلیل (طایفه)
بِلیل یکی از ۱۲ تیره از طایفه شهنی در ایل هفت لنگ قوم بختیاری است که خود دارای ۹ اولاد می‌باشد. نام فامیلی اغلب آنها عالی‌پوربیرگانی،صالحی وند،شاهانی ،آقاسی وشهنی می‌باشد. مردم این تیره بیشتر در شهرهای مسجدسلیمان،اهواز،اصفهان،فارسان،  شاهین شهر،شهرکرد،کرج و تهران ساکن هستند،البته جمعیت زیادی از این تیره به خارج از کشور مهاجرت کرده و بیشتر در کشورهای آمریکا،کانادا، انگلیس،آلمان و استرالیا ساکن هستند.روستاهای گرمسیر تیره بلیل در شهرستان مسجدسلیمان و در منطقه تُلبُزان و روستاهایی همچون عوض آباد،سرکُت شهنی،نمره۱۰،و در سردسیر مناطقی همچون شلا،دشت آبدار، دشت کوه سفید،بیرگان و شهریاری  می‌باشد.

## تقسیمات
۱. اولاد بالی
۲. اولاد عالی
۳. اولاد علی
۴. اولاد روشن
۵. اولاد فتحعلی
۶. اولاد مهدی
۷. اولاد فرهاد
۸. اولاد مراد
۹. اولاد صالح